# Tavevele Noa
Tavevele Noa (Funafuti, 20 de abril de 1992) é um velocista tuvaluano. Ele defendeu as cores de Tuvalu nos Jogos Olímpicos de Verão de 2012 em Londres (Reino Unido), nos 100 metros rasos.